# アークティック号沈没事故

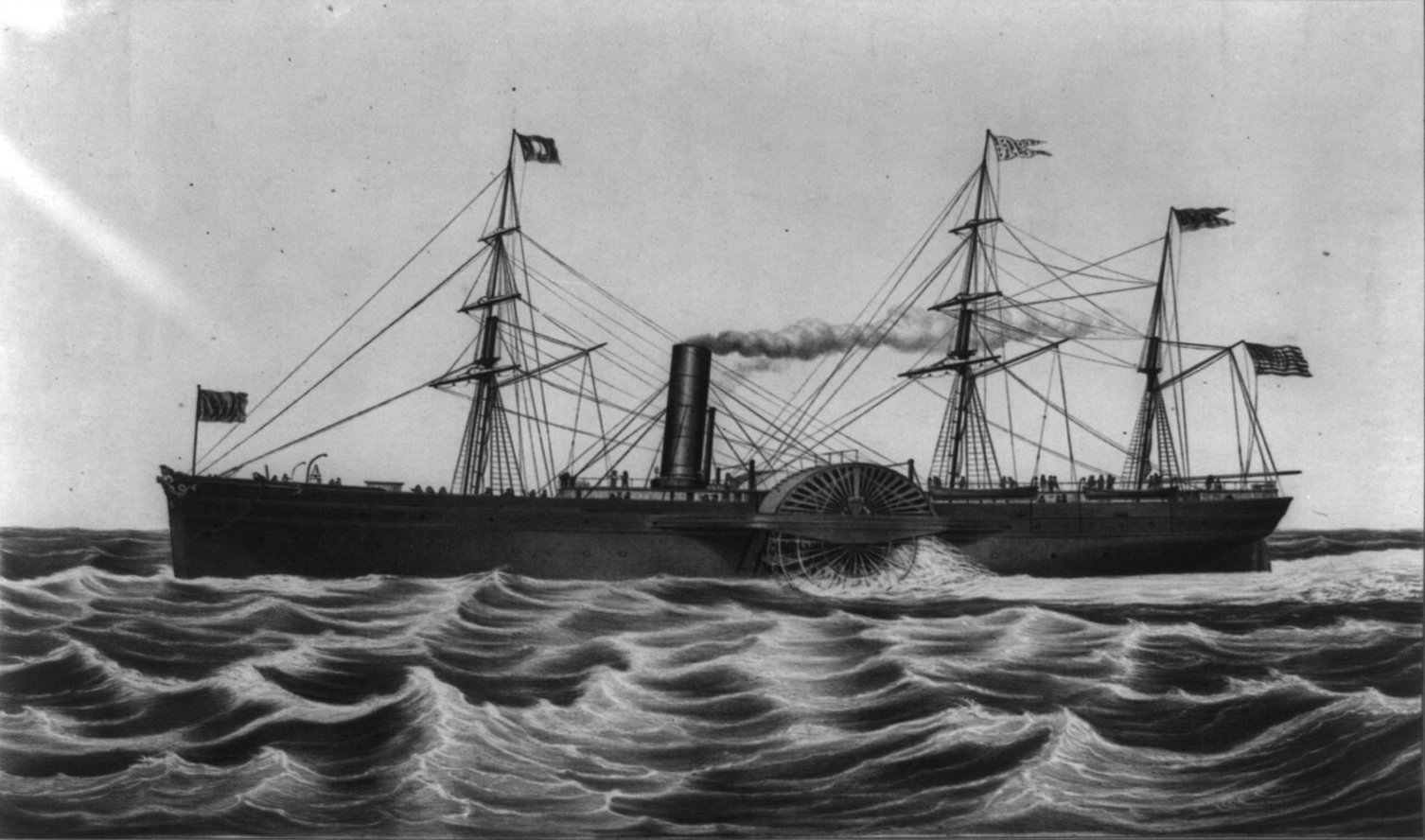
SS アークティック号、1850年に進水した後

アークティック号沈没事故（英: SS Arctic disaster）は、ニューヨーク市のコリンズ・ラインが所有する外輪式蒸気船のアークティック号が、1854年9月27日、ニューファンドランド島海岸沖50マイル (80 km) で、自船よりかなり小さな船であるベスタ号と衝突した後に沈没した事件である。アークティック号の乗客および乗組員リストを見ると、おそらく400人以上が乗船していたが、その中で88人が生き残り、その大半が乗組員だった。乗船していた女性と子供は全て死亡した。
アークティック号は、1850年から大西洋を横断して旅客と郵便を運ぶ定期便を運航していたコリンズの4隻あった蒸気船の中では最大かつ最も著名な船だった。衝突の直後、アークティック号の船長ジェイムズ・ルースは、衝突したベスタ号が損傷を受けて今にも沈没する危険性があると判断し、そちらを援助しようとした。その後、ルースは自船の喫水線以下に大きな穴が開いていることを発見し、安全な場所へ船を着けるために最寄りの陸地にむけて自船を走らせることにした。しかし、船がまだ陸地から遠いにもかかわらずエンジンが停止してしまったことで、この作戦は失敗に終わった。アークティック号の救命艇は十分ではなく、その時乗っていた400人の乗客のうち半分ほどしか乗せることが出来なかった。実際にルースが救命艇を降ろすよう命じたときに、船内の秩序や規律は乱れており、救命艇に乗ることのできたのは乗組員と、体力的に有利な男性の乗客ということになった。即席の筏を造って脱出した乗客たちもいたが、救命艇に乗れなかったほとんどの乗客は船を離れることすらできず、衝突から4時間後の沈没と共に海へと沈んだ。ベスタ号は当初回復不能な損傷を受けたと見られていたが、その耐水性のある隔壁によって沈没を免れ、ニューファンドランドのセントジョンズの港まで辿り着くことができた。
アークティック号を離れた救命艇6隻のうち2隻が無事ニューファンドランド島の海岸までたどり着き、さらに1隻の救命艇が通りかかった蒸気船に拾われた。さらにこの蒸気船は即席の筏で生き残っていた数人の乗客も救助した。その中にはルース船長も入っていたが、ルースは当初船と共に海中に引きずり込まれた後に海面に浮上して来ていたものだった。他の救命艇3隻は跡形も無く消えた。当時の電信技術は能力に限りがあり、アークティック号遭難の知らせがニューヨーク市に届いたのは沈没から2週間も経った後だった。この船を失ったことに対する大衆の悲しみは、乗組員の臆病さを知って急速に怒りに変わった。この災難に関してマスコミは十分な調査を要求したが、何も行われず、その行動の法的な責任を問われた者も居なかった。旅客船に対してさらなる安全対策を施す要求があったが、それもなし崩しになった。ルース船長は大衆からの非難について全体的に責任を免れたが、海上生活から引退した。生き残った乗組員の中にはアメリカに戻らないことにした者もいた。コリンズ・ラインは大西洋航路の運航を続けたが、さらに船を失う事故があり、破産状態となって1858年に会社を閉じた。

## 背景

### 大西洋航路
19世紀最初の数十年間、大西洋の貿易は長距離を走る蒸気船の開発によって革新が起きた。帆船からの移行はゆるりとであり、船主は当初、船は大洋を渡るために十分な量の石炭を持っていけないという一般的な説に影響されていた。1838年、イザムバード・キングダム・ブルネルの巨大な外輪蒸気船グレート・ウェスタンと、アメリカ船シリウスがほぼ同時に大西洋を渡ったことで、それまでの考え方の誤りが証明された。グレート・ウェスタンはイギリスのブリストルからニューヨーク市まで14日と12時間で大西洋横断を完成させており、それまでの帆船ならば、偏西風や東向きの潮流に逆らう西行き大西洋航路は5週間以上を要していた。
大西洋を渡す定期蒸気船航路を始めた最初の海運会社は、ブリティッシュ・アンド・ノースアメリカ・ロイヤル・メイル・スティーム・パケット社であり、一般的にはその創設者であるカナダ人サミュエル・キュナードからキュナード・ラインという名で知られた。1840年7月4日、ブリタニアがリヴァプールからノバスコシア州ハリファックス経由でボストンに向けて出港し、大西洋航路の始まりとなった。キュナード・ラインは大西洋を渡す主要郵便船だったので、イギリス政府とアメリカ合衆国郵政省から補助金を受けていた。アメリカ人の中には母国が所有する海運会社が恩恵を受けるべきと考える者もおり、面白くない点だった。デラウェア州選出アメリカ合衆国上院議員ジェイムズ・A・ベアードが、アメリカの海運会社に補助金を出すようアメリカ合衆国議会を動かそうとする者達の一人であり、「アメリカ人はイギリスの海洋における優位について知らされるのに飽きて来るだろう。..議会が慎重にアメリカの海運専門家を選定し、この男キュナードを絶対的に征服するために完全に自由に進めていくことを認めることを提案する」としていた。1845年、アメリカ合衆国郵政長官が大西洋横断郵便契約者の入札を行った。1847年3月3日に発表された落札者はニューヨークの船主エドワード・ナイト・コリンズだった。

### コリンズ・ライン

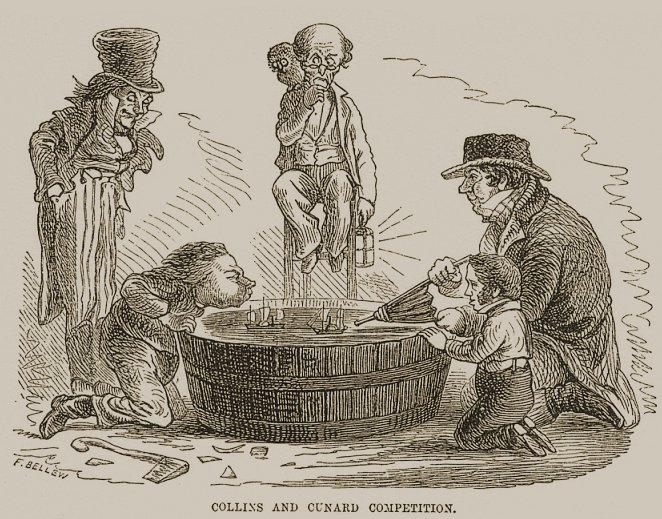
コリンズとキュナードの競争を表現する1852年の漫画

コリンズは、当初年間385,000ドルと約束された補助金があり、指導的な投資銀行ブラウン・ブラザーズの後ろ盾もあったので、ニューヨーク・アンド・リヴァプール・ユナイテッド・ステイツ・メイル・スティームシップ社、通称コリンズ・ラインを設立した。コリンズは直ぐに野心的な蒸気船建造計画を始めた。コリンズ・ラインの4隻の船舶で最初のアトランティック号は1849年に進水し、1850年4月に運行を始めた。その姉妹船パシフィック、アークティック、バルティックは、1850年末までに全て就航した。これら4隻は全て木造であり、大きさや性能はほぼ同じだった。中でもアークティック号が僅かに大きく、全長は284フィート (87 m)、2,856載貨重量トンだった。コリンズ・ラインの新造船はキュナード・ラインの船舶で最大のものより約25%大きかった。性能でもキュナードを上回り、片道10日間で横断するのが通常になった。アークティック号は1850年10月26日に就航した。その旅客用設備の贅沢な標準は、1840年にキュナードのブリタニア号で大西洋を渡ったチャールズ・ディケンズが経験したものとは対照的だった。ディケンズはブリタニア号の船室が暗く窮屈だと言っており、「完全に望みがなく、全く不合理な箱」であり、殺風景なサロンは「長く狭いアパートであり、大きな霊柩車に似ていなくもない」と言っていた。大西洋航路の常連客に拠ると、アークティック号では、その船室が「心地よさと優美さで当時イギリスが所有していたいいかなる商船よりも優れて」おり、主サロンは「ほとんど東洋の壮麗さ」を備えていたと語っていた。
アークティック号の船長は海に出て30年、49歳のベテランであるジェイムズ・ルースであり、コリンズの船では最も著名なものになった。1851年から1852年の冬に、ニューヨークからリヴァプールまで東行きの航海で9日17時間という記録を作り、「海のクリッパー」という綽名を貰った。ジェイムズは海員としてはもちろん社交的素質についても旅客から称賛されていた。「ハーパーズ・ニュー・マンスリー・マガジン」のある記者は、「大西洋を横断したいと望むならば、アークティック号が最も高貴な船であり、ルース船長に最良クラスの指揮官をみることになる。」と肯定的に記していた。

## 最後の航海

### リヴァプールからグランドバンクス

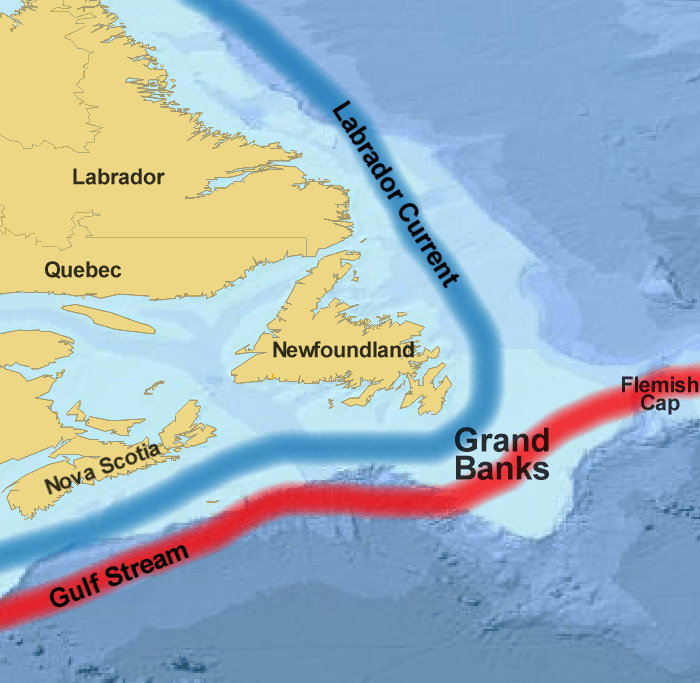
グランドバンクス付近の図、ラブラドル海流（青）とメキシコ湾流（赤）を示す

1854年9月20日正午ごろ、アークティック号はニューヨークに向けてリヴァプールを出港し、250人ないし300人の旅客（少なくとも100人の女性と幼い子供たちが含まれていた）を乗せ、乗組員は約150人だった。旅客の中には航路設立者の妻であるエドワード・コリンズ夫人が、19歳の娘と15歳の息子とともに入っており、さらに夫人の兄弟1人とその妻もいた。その他にブラウン銀行家一家の者で構成される集団もいた。すなわち頭取の息子ウィリアム・ベネディクト・ブラウンとその妻クララ、その2人の幼児、ウィリアムの姉妹2人が乗っていた。その他にもルース船長の身体に障害のある11歳の息子ウィリアム・ロバートが乗っており、ルース船長は大西洋を往復すれば息子の健康にもいいだろうと考えていた。
アークティック号は9月21日早朝に、アイルランドの南端であるケープクリア沖を通過し、大西洋に入って、その最大速度である13ノット (15 mph, 24km/h) に近づいていた。天候が安定し、順調に進行して9月27日早くにはニューファンドランド島海岸沖のグランドバンクスに達していた。この海域は一連の比較的浅い海中台地がカナダ大陸棚を形成している。ここで、寒流であるラブラドル海流が暖流である北向きのメキシコ湾流に出逢い、断続的に霞や霧が出る気象系を作っている。これらの条件でも、蒸気船がその最大速度を維持しているのが通常だったが、電子的な航行補助装置が出来る前には、衝突の危険性が十分にあった。特にコリンズ・ラインでは運航スケジュールを守るのが至上命令であり、アレクサンダー・ブラウンが1962年の著作で、「用心深い船長の入る余地が無かった」と述べていた。9月27日朝、ルースはグランドバンクスには典型的な状態を観測し、「数分間隔で大変深い霧となり、その後には1ないし2マイル (1.6 - 3.2 km) も見通せる状態だった」と記していた。

### 衝突
9月27日正午、ルースは船の位置を、ニューファンドランド島ケープ・レースの南東約50マイル (80 km) と計算した。それから間もなく、アークティック号は霧の中に入り、見張りは約10ノット (18 km/h) で向かってくる蒸気船の影を目撃した。その見張りは警報を伝え、担当士官が「面かじいっぱい」を指示し、機関室には停止と逆転を命じた。海図室では、船長がこれらの命令を聞いて甲板に戻り、その時にアークティック号の右舷、船首と側輪の間に蒸気船が突っ込んできた。ルースが最初に考えたことは、アークティック号が「比較的軽い損傷」だということだった。乗船していたほとんどの者が、衝撃は軽いと思った。サロンでは、乗客のウィリアム・ギホンが「軽い衝撃を感じたが、揺れや震え以上のものではない」と見ていた。仲間の乗客との会話を続け、「あの時は我々の誰もアークティック号が損傷を受けたと考えている者は居なかった」と言っていた。
アークティック号に衝突した蒸気船はベスタ号であり、鉄製の船殻でプロペラで推進するフランス船であり、大手漁業会社がサンピエール島の操業基地との間で、従業員を行き帰りさせるために使っていた。アークティック号に乗っていた者の目には、ベスタ号の損傷が激しいように見えた。ルースは、ベスタ号の船首が「10フィート (3 m) も文字通り切り離され潰れているように見えた」と考えた。ルースの最初の反応は自船がほとんど問題ないと考え、ベスタ号を支援することだった。その船上では200人余の水夫と漁師の中で恐慌と混乱が起きていることが明らかだった。一等航海士のロバート・グーアレイに、アークティック号の6隻ある救命艇の1つに6人の乗組員を乗せて降ろし、どのような援助が可能かを確認するよう命じた。一方、アークティック号は損傷を受けた船の周りをゆっくり回っていた。グーアレイのボートが直ぐに出て行き、別のボートを二等航海士のウィリアム・バーラムの指揮で降ろす準備をしていたが、それが行われる前にルースは命令を撤回した。ルースは水中にある側輪の動きに変化があることに気付き、アークティック号が傾き始めていることにも気付いた。それは重大な損傷を受けていたことを示していた。バーラムは衝突した部分を詳しく調べるよう命令された。その結果、ベスタ号の船首材と錨の破片がアークティック号船殻の木造部分に刺さっており、かなりの穴を明けていた。喫水線以下で2か所の水漏れがあり、大量の水が浸水してきていた。ベスタ号とは異なり、アークティック号は耐水性の区画を作っておらず、船殻は船首から船尾まで一繋がりのものになっていた。

### 混乱と恐慌

#### 陸地への直行

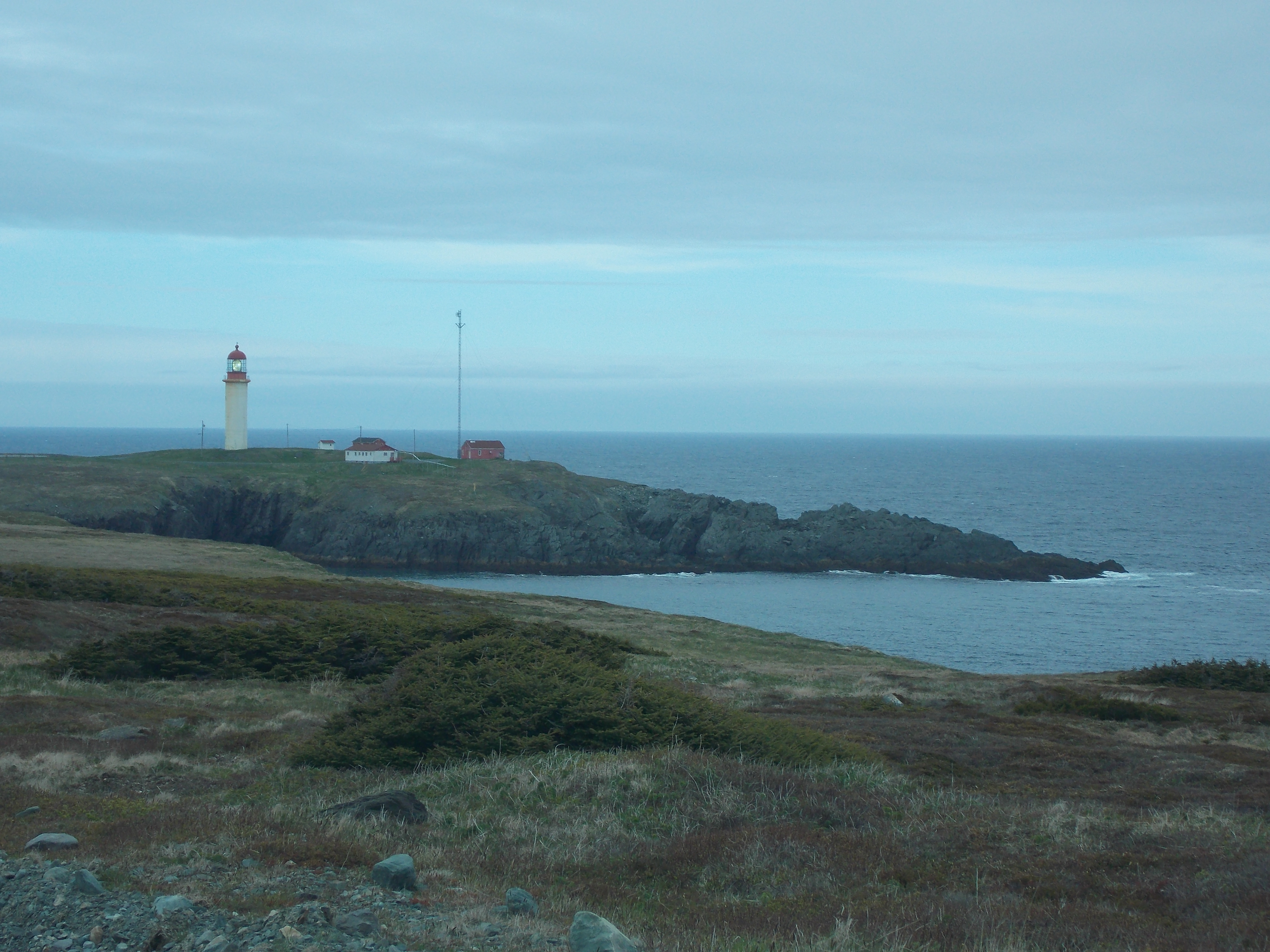
ニューファンドランド島のケープ・レース、衝突地点から最も近い陸地

バーラムが検査をしているとき、他の者は損傷の程度を観察し、その知らせが広まると、心配のムードが大きくなり始めた。船にある4台のポンプが最大能力で稼働し、ルースは船首の上から大きな帆布を掛けて浸水を止めようとした。このやり方で船殻に開いた穴を外から塞げれば浸水を減らせると期待したが、船殻から突き出た鉄の破片が直ぐに帆布を切り裂いてしまった。船大工がマットレスやその他の材料で穴を内から塞ごうとしたが、そのとき穴は喫水線よりかなり下にあって届かなかった。ルースは自船が沈没する危険性が高いことを認識し、アークティック号がまだ浮いている間に安全な場所まで行けることを期待して、最寄りの陸地に向けて航行させることにした。船が動き続けられれば、ケープ・レースが約4時間の距離にあった。この決断はベスタ号を捨てることを意味したが、このフランス船はいつでも沈没する可能性があり、ベスタ号と共に残っていることは、自船の乗客や乗組員も同じ運命に合わせることになると、ルースは理由づけた。自分たちを自分で守るしかなくなるグーアレイとその乗組員に自分の考えを伝えようと信号を送ったものの通じず、ルースは全速前進を命じた。その数分後、アークティック号はベスタ号から出されていた救命艇に突っ込んでしまった。それに乗っていた者達はアークティック号の側輪に潰されて、1人を除いた全員が殺された。その唯一生き残った者は漁師のフランソワ・ジャソネットであり、ボートから飛び出したあとに、ロープを伝ってアークティック号によじ登った。

#### 救命艇の手配
アークティック号の船殻の中の水位が上がり続け、ポンプの能力を凌ぐようになると、ボイラーの火が次第に消え始めた。1時までに船はかろうじて動いている状態だった。陸地までまだ遠く、近くに救援してくれる存在もなく、ルースは船の救命艇を降ろす準備を命じた。当時の海事法に従って、アークティック号は6隻の鋼製救命艇を積んでおり、そのうち1隻がグーアレイと共に船を離れていた。残っている救命艇では150名を乗せるのが安全を見た限界であり、それは乗船している人数の半数にも満たなかったが、女性と子供の全員を乗せるには十分だった。船の操舵手の指示により、女性と子供は左舷ガードの救命艇に乗せられることになったが、これを秩序だって進めている時に、一群の男性乗客と乗組員が突進して来て残っていた場所を占めたので、その艇は一杯になった。その艇は船長から船腹近くに留まっているよう命令されていたが、直ぐに漕いで離れて行った。

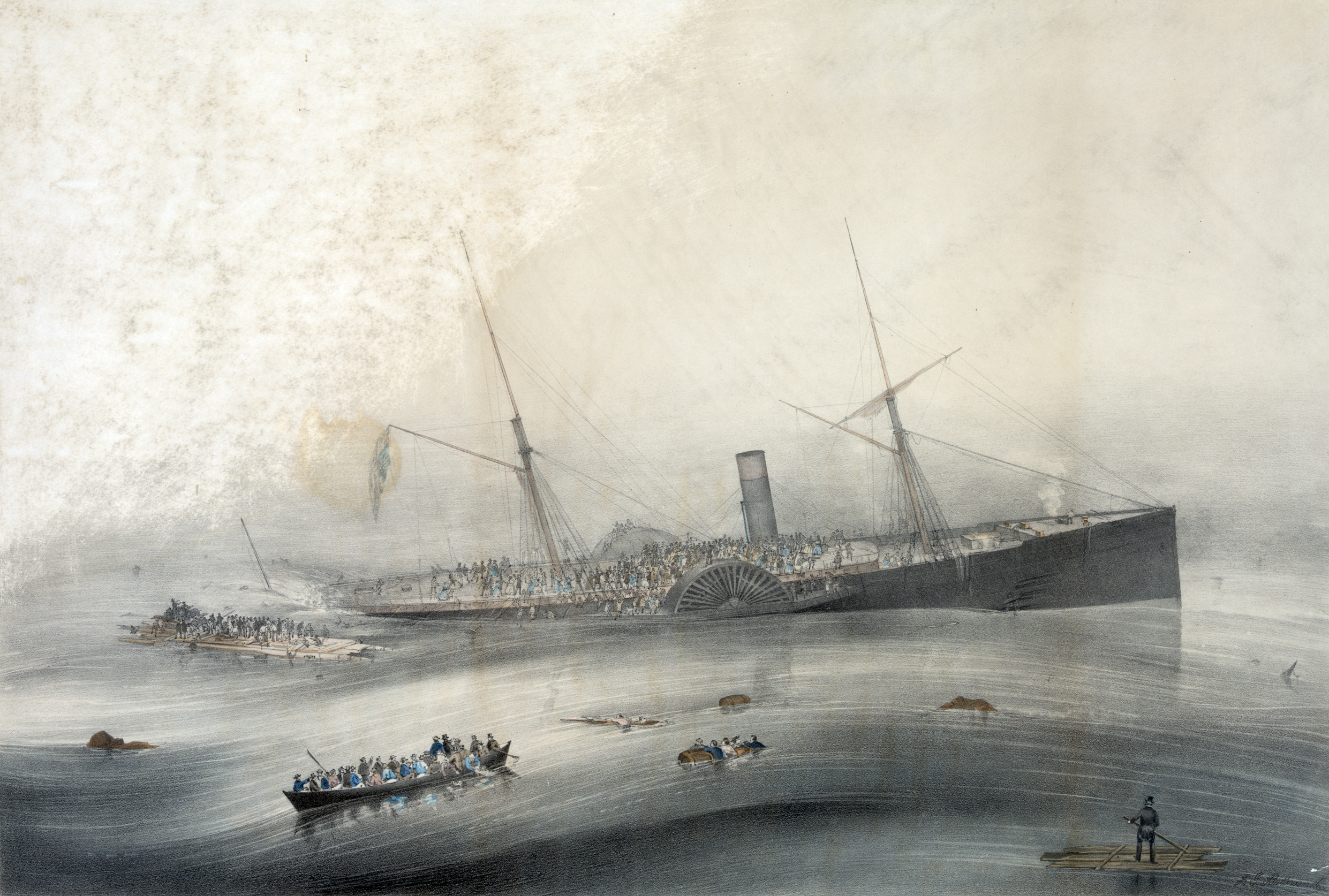
アークティック号が沈没する前の情景。出来合いの筏や小さな間に合わせ筏が幾つか見られ、逃げて行く救命艇も見られる

アークティック号の上では、救命艇の容量が足りないことが明らかになると、不安が次第に恐慌に変わっていった。左舷ガード救命艇が離れて行ったときから直ぐに、左舷クォーターの救命艇には12人の女性と5人の乗組員が乗って水面に降ろす用意が出来ていたが、これにも他の乗組員が突進することになった。全体が大混雑する中で艇がひっくり返り、乗っていた者の3人を除いて全てを水中に放り出し、溺れさせてしまった。船の反対側では、ルースが二等航海士のバーラムに右舷ガード救命艇を降ろさせ、それを船尾に回して女性と子供の乗客が乗り移ることができるようにさせていた。しかしその艇が降ろされると直ぐに、海に飛び込んで艇によじ登った男たちで一杯になった。これらの一人を除いて全員が乗組員だった。バーラムは自分の艇が一杯になったのを見て、ルースが女性と子供を拾い上げるよう指示していたのを無視することにし、波に任せて遠ざかった。一方、ひっくり返った左舷クォーターの救命艇は復元されたが、ルースが女性乗客を優先して乗せようとしたにも拘わらず、再度乗組員と男性乗客が殺到し、待っていた女性を突き飛ばし、艇を繋いでいたロープを切り、まだ人が一杯になっていない段階で母船から離れて行った。
船長の注意が命令を実行させようとしてむなしく失敗することに向けられている間に、船の一等機関士J・W・ロジャーズが率いた機関士の一群が、残っていた救命艇2隻のうちの1隻を密かに占有した。彼らは水漏れを塞ぐための最後の試みとして艇を要求したと主張していた。その意図に疑問を持った者が誰でも、あるいは艇に乗ろうとした者は火器で脅された。この艇は食料も水も豊富に積んでおり、機関室の人員で全て占められ、艇の容量としては半分が使われただけで船を離れた。船の上級船員の中で、このときルースと四等航海士のフランシス・ドリアンのみが残っており、事実上機関士と水夫の全てが離船していた。まだ船には約300人の人が残っており、救命艇は1隻しか残っていなかった。彼らの幾らかの者に生き残るチャンスを与える最後の手段として、ルースは筏の製作を命じた。前とメインのヤードアーム、様々なビーム、スパーなど木製の部材が集められて海に浮かべられ、残っていた救命艇に乗ったドリアンが筏の組み立てを監督しようとした。ドリアンが哀願したにも拘わらず、その艇は直ぐに人で一杯になり、艇を救うために舫い綱を切り離し、半分しか仕上がっていない筏が提供できる安全性が何であれ、そこに最後に殺到する人々を置いて行くことになった。ドリアンの艇で安全な場所を見つけた者の中に消防士のパトリック・トビンがいた。その後の証言に拠れば、「全ての者が自分のためで精一杯だった。船上にあった者の誰よりも船長に注意が払われなかった。命は他の者に対してと同様に我々にとって甘いものだった。」と言っていた。

### 沈没
アークティック号が水に浸かっているとき、ルースは若い訓練中の機関士スチュワート・ホランドに、近くを通る船の注意を惹かせることを期待して、船首に行って1分間隔で信号のための大砲を撃つよう指示した。船の最後の瞬間の混乱の中で、ホランドは自分の持ち場を守り、船が沈む瞬間まで大砲を撃ち続けた。その勇敢で任務に忠実な行動は後の幾つかの証言でも言われていた。「ボルチモア・サン」はホランドのことを「死の支配者。あの高貴な船が船上に多くの高貴な精神を持っていたが、彼ほど高貴な者はいなかった」と書いていた。
ルースは自分を救うための如何なる行動も採ろうとはしなかった。二等航海士のバーラムが船を離れる時には、「船の運命は自分と共にある」と告げていた。船上に残っている人々にもはや何の助けもできないことになったとき、その幼い息子と共に右舷の側輪囲いの上にある指揮所に昇り、最後の時を待っていた。その時までに、船上にいた多くの者がその運命を諦めていた。彼らは互いを慰めるために集まり、讃美歌を歌う者も居れば、聖書の言葉を朗読する者もいた。数人は依然として必死に生き残るための方法を求めていた。その中の1人、初めて大西洋航路に乗った給仕のピーター・マケイブは、後に船の最後の瞬間を次のように語っていた。「数人はドアやベッドの上に乗って漂っていた。私は乗客を救うために落とされていたドアを掴んで海に入り、ドアを離して筏の上に上がった。非常に多くの人が筏に上がろうとしていた。それら多くの人の中に4人の淑女がいるのも目にした」。筏に上がっていた多くの者は、船が沈んだ煽りを受けて、一部が壊れ、海に落とされて命を失った。その後、マケイブは、筏が船からゆっくり離れる間に、その上あるいはそれにしがみ付いている男性72人、女性4人を数えることができた。
衝突が起きてから4.5時間後の午後4時45分頃、ホランドは最後の砲弾を放ち、アークティック号は船尾から沈んでいった。おそらく船上にはまだ250人ほどが乗ったままだった。船が沈んでいくと、ドリアンの救命艇に乗っていたニューヨーク出身のポール・グランは「一つ恐ろしい悲鳴を聞き、乗客が煙突の方向に投げ出されるのを目撃し、そして全てが無くなった」と証言した。ルースはしっかりと息子を掴んでおり、沈む船に曳きこまれて深く水中に入った。ルースが海面に浮上したとき、「私の眼前に最も恐ろしく痛ましい情景が現出した。200人以上の男性、女性、子供たちがあらゆる種類の残骸の間でもがいており、互いに助けを求めあい、神に救いを懇願していた。そのようなおぞましい情景は二度と目撃できるようなものではなかった」と後に語った。ルースがもがいている間に、アークティック号の側輪囲いの一部が海面に浮上して来てルースにぶつかってきたが、ルースの息子に当たって即死させた。その衝撃にも拘わらず、ルースは側輪囲いの上に這い上がることができ、それがルース以外にも11人の一時的筏になった。

## 生き残りと救援

### ニューファンドランド島
船が沈没した点から遠くない所でバーラムの救命艇は、一部しか埋まっていない左舷クォーター救命艇と出逢った。この2隻は積荷を平等にして全部で45人の者が、バーラムの指揮下に進むことに合意した。彼らは他の生存者を探すべきという考えを短時間検討して、これを却下し、その食料も無い艇はニューファンドランド島の海岸に向かって漕ぎ始めた。適切な羅針盤も無く、バーラムは海の流れと時々見られる星の瞬きを頼りに艇の方向を定めた。これら生存者の多くは海水を被ったことで凍っていた。それでも、その夜と翌日も漕ぎ続けた。遠くに船影を2度見つけたが、相手から目撃はされなかった。9月29日早朝、ニューファンドランド島のアバロン半島の海岸線を視認し、それから間もなくセントジョンズの南約50マイル (80 km) にあるブロード・コーブで上陸した。
この隊は小休止した後で4マイル（6 km) 北にある漁村のレニューズに移動した。そこでアークティック号のパーサー、ジョン・ゲイブが、セントジョンズのアメリカ領事宛ての伝令で短い伝言を送り、衝突のことを知らせた。バーラムは2隻のスクーナーを雇い、その1隻で他の二人と共に沈没場所に戻って生存者を探した。もう1隻は生存者たちを乗せてセントジョンズに向かった。彼らが10月2日午後にセントジョンズに到着すると、ベスタ号が無事港に係留されているのを見て驚かされた。ベスタ号は船首の損傷が大きかったが、耐水性の隔壁があったので沈没はせず、船上にあった者のほぼ全員を乗せたままゆっくりセントジョンズまで進むことが出来ていた。9月30日に到着した時に、事故の最初で不正確な報告を行い、地元紙の「パトリオット・アンド・テラ・ノバ・ヘラルド」では、アークティック号が生き残ったことになっていた。セントジョンズでのアークティック号生存者の受け入れは冷やかだった。というのもベスタが到着した後で、ウィリアム・フレイハートの事故に関する証言で、アークティック号が当て逃げしたと言っていたからだった。
バーラムは3日間生存者を探したが無駄だった後に、10月3日に戻ってきた。ゲイブのアメリカ領事に宛てた短い手紙がその日のセントジョンズの「ニューファンドランダー」に掲載され、一方ライバル紙の「パブリック・レッジャー」はバーラムが行った事故の詳細な証言を掲載した。セントジョンズには電報設備が無かったので、これらの報告は蒸気船のマーリン号でノバスコシア州ハリファックスに運ばれ、そこからニューヨークまで電報で送ることができた。アークティック号の生存者の大半も同じ蒸気船で運ばれた。ゲイブがセントジョンズに留まり、さらなる生存者が到着するのを待っていた。マーリン号は沈没海域を回ってみたが、何も発見できなかった。その後はノバスコシアのシドニーに行き、10月11日にハリファックスに到着した。
さらに生存者を見つけることを期待して、セントジョンズから多くの行動が行われた。イギリスのスクーナー、ジョン・クレメンツ号が1週間を使って捜索を行い、アークティック号の旗竿を持って戻ったが、人は居なかった。蒸気船ビクトリア号の所有者であるニューヨーク・ニューファンドランド・アンド・ロンドン電報社が、アメリカ領事にその船を1日500ドルで貸与することを申し出て、地元新聞からかなり批判されることになった。これとは対照的にニューファンドランド司祭エドワード・フィールドが、その私有ヨット、ホーク号を無償で提供した。最後はビクトリア号も無償で援助することに合意したが、「パブリック・レッジャー」の無記名通信員は、この船が通り一遍の捜索以上のことができるか疑問を呈した。ジョン・クレメンツ号以外の船はアークティック号の痕跡を見つけられなかった。破片を見つけたと報告した船もあったが、それを識別したり回収したりはできなかった。

### ヒューロン号、レバノン号、カンブリア号
ドリアンの救命艇は船の救命艇の中では最小のものであり、乗組員26人と乗客5人が乗り、乾舷が数インチしかなかった。悪天候の中で、ドリアンが間に合わせの海錨を作り、それでその夜と翌日も浸水することなく、波を乗り切っていた。9月28日午後遅く、遠くに帆船を目視し、それはケベックに向かうカナダのバーク船ヒューロン号であることが分かった。彼らがヒューロン号の方に漕いで行く途中で、間に合わせ筏にしがみついていたピーター・マケイブの傍を通った。その筏に取り付いていた72人の中で、前夜を乗り切った唯一の者だった。マケイブもヒューロン号に収容された。マケイブは後に、救助されたときは死の10分前だと考えていたと回想した。
翌日、ヒューロン号は別の帆船で、ニューヨークに向かっていたレバノン号と出逢った。ドリアンと乗客5人、乗組員12人は、レバノン号に移ることを選んだ。その他の乗組員はおそらく、母港での敵対的な受け入れを予想してヒューロン号に留まり、ケベックに向かい、10月13日に到着した。
残骸を寄せ集めて生き残ったルース船長やその他の者達の苦難は2日間続いた。9月29日正午ごろ、グラスゴーを出てケベックに向かっていた帆船カンブリア号が、衝突後にアークティック号に救われていたベスタ号の漁師フランソワ・ジャソネットを見つけた。その後の数時間で、カンブリア号はさらに9人を救助した。その中にはルースとその仲間2人がおり、側輪囲いの残骸を避難場所とした11人の中で、僅かに生き残った者達だった。カンブリア号が最後に拾ったのはジェイムズ・スミスであり、スコットランドの実業家であり、側板とブリキを張った籐籠を組み合わせた筏で生き残っていた。スミスはその苦難の間に遠くを過ぎる船影を少なくとも一度見ており、カンブリア号が到着したときはほとんど希望をなくすところだった。カンブリア号はその海域にそれ以上生存者がいないことを確認してから、ケベックへの航海を続けた。その航海の間の時間の大半を使って、ルースは事故の報告書を準備し、陸地に達すれば直ぐにニューヨークのエドワード・コリンズに送る準備ができていた。カンブリア号はヒューロン号に遅れること数時間、10月13日にケベックに到着した。
アークティック号の救命艇の他の3隻の運命は分かっていない。衝突後にグーアレイがベスタ号を支援するために出発した右舷クォーターの救命艇、操舵手が支配して出した左舷ガードの救命艇、ロジャーズとその仲間が占有した前甲板救命艇だった。これら救命艇に乗っていた者の痕跡は見つかることが無かった。1854年11月半ば、スクーナーのリリー・デール号がグーアレイの空になった救命艇を見つけた。艇の状態は良く、中にはオールも残っていた。12月半ば、左舷ガードの救命艇がニューファンドランド島のプラセンティア湾海岸に乗り上げたが、このときもそれに乗っていた者の運命を示唆するものは無かった。

## ニューヨーク

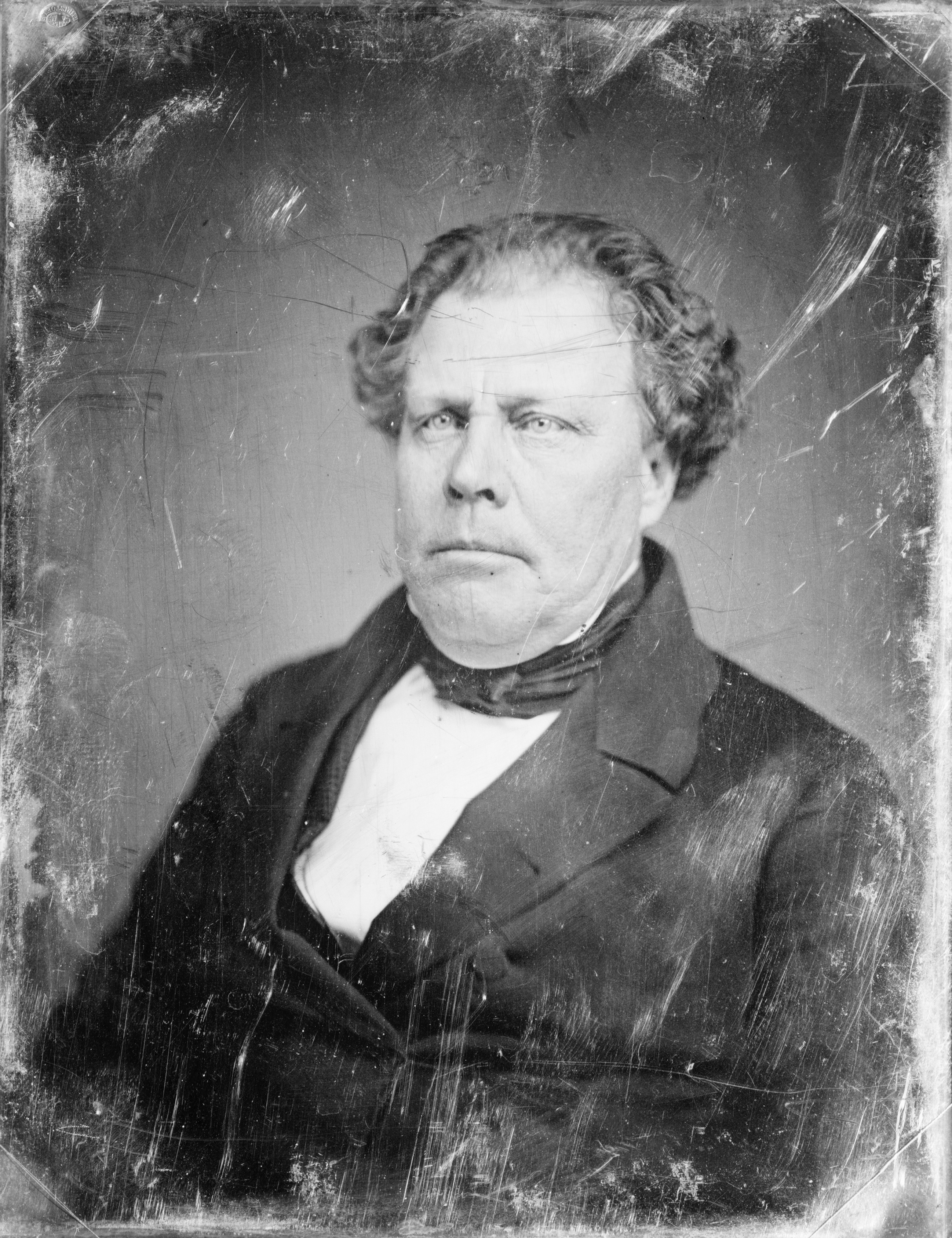
エドワード・ナイト・コリンズ、コリンズ・ラインの設立者、その妻と2人の子供もこの事故で亡くなった

ニューヨークに最初に事故の知らせが入ったのは、レバノン号で救われた生存者が到着した10月11日だった。その日遅く、ハリファックスから電報で届いたバーラムの報告書がコリンズの事務所に配達された。レバノン号で到着した人々は新聞記者に捕まえられた。彼等の話はバーラムの電報による詳細な証言と共に、新聞の当初の記事の基礎になった。この時点で情報は不完全であり、ルースは行方不明で死んだものとされていた。犠牲者の数については様々な憶測があった。「ニューヨーク・ヘラルド」の見出しは、「300人ないし400人の命が失われた」となっており、「分かっている救出者は32人に過ぎない」とされていた。ハリファックスからの概略の電報を元に、「ボルチモア・サン」は、ベスタ号がアークティック号の乗船者31人を救出し、セントジョンズに連れて行ったという、虚偽の話を掲載した。この混乱は一時的に生存者の数がその時に分かっているよりも多いかも知れないという期待を抱かせたが、翌日にセントジョンズからバーラムの隊がハリファックスとボストンを経由してニューヨークに到着し、より詳細な証言をもたらしたときに、その期待は打ち砕かれた。
10月13日、ケベックからルースの電報による報告がコリンズのニューヨーク事務所に届いた。ルースが生存していたという知らせは、祝いと感謝の元になった。ルースはその報告書の第一段でエドワード・コリンズに、死亡した乗客の中に「貴方の妻、娘、息子が含まれている可能性が強い。船が沈む最後の時に目撃した」と告げていた。その日、「ボルチモア・サン」は、ブラウン銀行家一家全員の死亡を報告した。救命艇に人々が突進したこと、上級船員や乗組員が早く船を脱出したというルースの証言は、ニューヨークでかなりの驚愕を生み、女性も子供も救われておらず、生存者の大半が乗組員だったので、それは直ぐに怒りと非難に変わった。「ニューヨーク・タイムズ」は「船全体に規律ある統制が全くなかった」ことと、「上級船員や乗組員があまりに早く船を離れたために、船を救うための最善を尽くしていない」と報道した。ドリアンの救命艇に乗っていたポール・グランは「船上では全ての秩序と規律が止まっていた」のであり、ロジャーズが火器を使って乗客を脅したと報告した。その後は新聞が乗組員を次第に厳しい言葉で非難するようになり、「ニューヨーク・タイムズ」は「任務の恐ろしい放棄」と言い、「乗組員の臆病で卑劣な行為」と非難した。「サイエンティフィック・アメリカン」は、乗組員が乗客より前に自分たちを救った行為は、「全世界の目に対して我が国の海運の性格を汚した」と判断した。しかし、ルース船長はほとんど無罪とされた。彼は自分を救おうとはせず、船と共に運命を共にし、ほとんど偶然に生き残っていた。ルースが10月14日にケベックからの列車でニューヨークに到着すると、英雄として出迎えられた。
アークティック号の生存者数は恐らく88人であり、そのうち24人（フランス人漁師フランソワ・ジャソネットを含む）が乗客だった。この数字にはバーラムのニューファンドランド島生還隊45人、ヒューロン号が救出した32人、カンブリア号が拾った10人と、乗客の1人トマス・フルーリーが含まれていた。フルーリーの生存が明らかになったのは6年後の1860年になってからだった。アレクサンダー・ブラウンは85人の生存者の名前を挙げていたが、バーラムの隊は42人だった。デビッド・ショーは2002年に、生存者の総数を87人としていたがフルーリーを含めていなかった。乗客と乗組員の正確な名簿が無いので、犠牲者の正確な数を求めるのは不可能だった。出版された一部のリストに基づき、フレイハートは死者の総数を285人以上と推計し、372人に上る可能性もあるとしていた。さらに大きな数字を出している証言もある。例えば、1896年のW・H・ライディングは「562人が失われた」と主張している。

## 事件の後
生存者の証言や証拠に関する報告が1週間続いた後の10月18日、「ニューヨーク・タイムズ」は「大洋航行蒸気船の安全性確保手段に関する教訓」という論調に変わった。その幾つか推薦した事項の中には、霧の中での合図として、蒸気船が笛あるいはトランペットを使用することを義務付けること、旅客船全てに耐水性能のある恒久的隔壁を付けること、旅客のために救命艇の訓練を行わせること、水夫の規律を高め訓練を行うことがあった。これら改革案の幾つかが即座に採用された。アメリカ国旗の下に航海する蒸気船に対して、乗船者全てに対応できる救命艇を保持するという要求は、58年後にタイタニック号が沈没するまで抵抗され、守られなかった。1854年12月、「ニューヨーク・タイムズ」はこの事件に関する公式調査を要求した。「彼らの法的責任の程度が何であれ、アークティック号の船主、上級船員、乗組員は公的判断に対して責任がある。彼らは責任の範囲を定義する試みに対して抵抗する権利は無く、またその行為を監視する程度に反対する権利もない」と述べていた。そのような調査が行われることもなく、だれもその行動について審判に付された者はいなかった。ケベックで上陸した乗組員の幾人かはアメリカ合衆国に戻らないことで審問を避けた。ショーに拠れば、彼らは「セントローレンス川の水際に消え、彼らの望む曖昧さを見い出した」ことになった。
ルースが再度海に出ることはなかった。ルースがニューヨークに戻った時に彼を出迎えた同情は後の批判を妨げなかった。乗組員のトビンに拠れば、彼は十分に強制的な行動を採らなかったのであり、「その判断がマヒしてしまった者のように見えた」ことになる。船長は、グーアレイを見捨てたことは大きな誤りだったことを認めた。一等航海士は救命艇のより訓練された利用を監督できたかもしれなかった。ルースはグレート・ウェスタン海事保険会社で船の検査官の地位に就き、1879年に75歳で死ぬまでその職にあった。ルースの死亡記事担当記者は「彼の晩年は恐ろしい事故を思い出して苦々しいものになった」と記していた。コリンズ・ラインは残っていた3隻の蒸気船で、2週間毎の大西洋横断郵便船運航を続けたが、1856年1月、パシフィック号が186人の乗客乗員全員と共に沈没するというさらなる打撃を受けた。それでもコリンズはさらに大きなアドリアティック号を建造して経営を続けたが、1857年11月から12月に一往復した後、ドック入りした。この海運会社に対する信用が傷つけられた。「人々は、飾り立てられた船の中で贅沢を尽くすよりももっと重要なことがあるという結論に達し、世論は次第に、政府がコリンズ・ラインの贅沢な航海を支援するために補助金を出すことに反対するようになった。1858年初期、この補助金が大きく削減されたときに、コリンズ・ラインは事業を停止し、キュナード・ラインが大西洋航路におけるその優位性を取り戻すことになった。ベスタ号は完全に修繕され、1975年まで様々な船主の下で運行を続けたが、その後アンバース号と改名され、スペインのサンタンデール港で沈没したと記録されている。
アークティック号の犠牲者のために造られた記念碑の中で、マサチューセッツ州ウェアハムの中央墓地で、ルースの墓の隣に建てられた石造の柱は、船が沈む時に父の隣で死んだ11歳のウィリー・ルースに捧げられたものである。ブラウン兄弟銀行のジェイムズ・ブラウンがブルックリンのグリーン・ウッド墓地に精巧な記念碑を建て、この事故で死んだ一族6人の霊を慰めた。それには沈んでいく瞬間のアークティック号の彫刻も入っている。1854年10月22日付「ニューヨーク・ヘラルド」には次のような匿名で詩形の弔辞が掲載された。
| Another and the steamer sinks. Their doom Is registered. Accusing woman driven To death by coward man, was heard by Him Who holds the scales of Justice. Mighty God! | 別の蒸気船が沈む。その運命は 登録されている。女性を追い込んだことを非難し 臆病な男によって死に追いやったことが、彼に聞かれる 公正の秤を持つ人、全能の神よ! |

その詩は「復讐するは我にあり、と神が言った」で終わっている。

## 原註と脚注

### 原註
1. ↑  シリウスは、アイルランドのクィーンズタウンをグレート・ウェスタンがブリストルを出港した日より4日早く出発していたので、大西洋横断を最初に成功させた蒸気船になった[3]
2. ↑  補助金は1852年7月に858,000ドルまで増額され、コリンズ・ラインは年間20便から26便への増便に合意した。この航路は補助金に依存しており、航行自体から利益を生むことはなかった[10][11]
3. ↑  当時アメリカ船の載貨重量はロードアイランド州プロビデンス税関が担当して計量していた[13]。アークティック号の載貨重量については資料によってやや異なる数値を出している。例えば、ブラウンは計測方法を規定することなく、アークティック号のの載貨重量を2,794トンとしている。[14]
4. ↑  アークティック号の正確な乗船者数は分かっていない。女性と子供の内訳も定かでない。アレクサンダー・ブラウン（1962年）は、乗客282人と乗り組員153人の名簿を作っているが、このリストには不正確なものが入っていることを認めている。それらの名前から女性と子供は少なくとも100人となり、その中には女性乗組員2人も入っているが、全員の性別が明白なわけではない[23]
5. ↑  6隻の救命艇には公式の名前があった。左舷ガード、右舷ガード、左舷クォーター、右舷クォーター、前甲板、後甲板だった[46]
6. ↑  当時も後からも多くの怒りが乗組員の自己保存的行動に向けられたが、2013年にスウェーデンのウプサラ大学で行われた研究では、アークティック号の乗組員の挙動は海難事故で比較的よくある話であることを示した。1852年から2011年の間に起きた海難事故15件の生存者データを調べると、(a)女性は生存のために明らかに不利である、(b) 乗組員の生存率は乗客の生存率よりも遥かに高い、(c) このような状況における人間の挙動は「誰もが自分のため」という表現で正確に要約されている、としていた。[93]
7. ↑  フルーリーの話は、まずある捕鯨船に救われ、それが長い航海の間に沈没し、フルーリーが遠隔の島に避難しているときに、第2の捕鯨船に拾われ、ニューヨークに戻ってきただけだと言っていた。その妻はその間に再婚していた[96]
8. ↑  記者はアメリカの船舶における水夫の待遇について大変批判的だった。待遇が悪いので、自尊心を保持し、妥当で秩序あり、心の紳士的な習慣を保てなくなっていると考えた。私は、岸にある時に救いようもなく酔っ払うことのない我が国の水夫が100人の中に1人いるとは思えない。我が国の船に長く乗っている外国生まれの水夫にはさらに十分当てはまることになる。[99]